# Qualificazioni alla Volleyball Challenger Cup maschile 2019 - America del Nord
Le qualificazioni nordamericane alla Volleyball Challenger Cup maschile 2019 si sono svolte dal 30 maggio al 1º giugno 2019: al torneo hanno partecipato tre squadre nazionali nordamericane e una si è qualificata alla Volleyball Challenger Cup 2019.

## Impianti
|                                                                                      |  |  |
|                                                                                      |  |  |
| Coliseo de la Ciudad Deportiva Città: L'Avana Capienza: 15 000 Anno d'apertura: 1957 |  |  |

## Regolamento

### Formula
Le squadre hanno disputato un'unica fase con formula del girone all'italiana.

### Criteri di classifica
Se il risultato finale è stato di 3-0 sono stati assegnati 5 punti alla squadra vincente e 0 a quella sconfitta, se il risultato finale è stato di 3-1 sono stati assegnati 4 punti alla squadra vincente e 1 a quella sconfitta, se il risultato finale è stato di 3-2 sono stati assegnati 3 punti alla squadra vincente e 2 a quella sconfitta.
L'ordine del posizionamento in classifica è stato definito in base a:
- Numero di partite vinte;
- Punti;
- Ratio dei set vinti/persi;
- Ratio dei punti realizzati/subiti;
- Risultati degli scontri diretti.

## Squadra partecipanti
- Cuba
- Messico
- Porto Rico
- Rep. Dominicana[1]

## Torneo

### Risultati
| 30 maggio 2019 Coliseo de la Ciudad Deportiva, L'Avana Durata: 1h:23 - Spettatori: 500   | Cuba    | 3 - 0 | Messico    | 25-16, 25-22, 25-21               |
| 31 maggio 2019 Coliseo de la Ciudad Deportiva, L'Avana Durata: 2h:26 - Spettatori: 400   | Messico | 2 - 3 | Porto Rico | 25-19, 15-25, 25-22, 23-25, 13-15 |
| 1º giugno 2019 Coliseo de la Ciudad Deportiva, L'Avana Durata: 2h:00 - Spettatori: 1 000 | Cuba    | 3 - 1 | Porto Rico | 21-25, 25-15, 25-15, 27-25        |

### Classifica
| Pos. | Squadra    | Pt | G | V | P | SV | SP | Ratio | PF  | PS  | Ratio |
| ---- | ---------- | -- | - | - | - | -- | -- | ----- | --- | --- | ----- |
| 1.   | Cuba       | 9  | 2 | 2 | 0 | 6  | 1  | 6,000 | 173 | 139 | 1,244 |
| 2.   | Porto Rico | 4  | 2 | 1 | 1 | 4  | 5  | 0,800 | 186 | 199 | 0,934 |
| 3.   | Messico    | 2  | 2 | 0 | 2 | 2  | 6  | 0,333 | 160 | 181 | 0,883 |

## Classifica finale
| Pos | Squadra    | Rosa |
| --- | ---------- | --- |
| 1   | Cuba       | Formazione: 1 Massó, 2 Melgarejo, 3 Yant, 5 Concepción, 7 García, 9 Osoria, 11 Taboada, 12 Herrera, 13 Romero, 14 Goide, 15 Léon, 17 Alonso, 18 López, 19 Salazar, CT: Vives             |
| 2   | Porto Rico | Formazione: 5 Nieves, 7 Ar. Iglesias, 9 Molina, 12 López, 14 Vargas, 15 Jo. Rodríguez, 18 Rosario, 20 Ad. Iglesias, 21 Rivera, 23 Ja. Rodríguez, 24 Cabrera, 25 Negrón, CT: Acevedo      |
| 3   | Messico    | Formazione: 3 Garay, 4 Ruiz, 5 Rangel, 8 Acosta, 9 Téllez, 13 Mendoza, 14 J. Martínez, 15 A. Martínez, 16 Chávez, 17 Orellana, 19 Olvera, 20 Duarte, 23 Moreno, 25 Aranda, CT: Hernández |

|  | Qualificata alla Volleyball Challenger Cup 2019 |

## Premi individuali
| Premio                | Nome               | Squadra    |
| --------------------- | ------------------ | ---------- |
| MVP                   | Roamy Alonso       | Cuba       |
| Miglior realizzatore  | Javier Rodríguez   | Porto Rico |
| Miglior servizio      | Marlon Yant        | Cuba       |
| Miglior difesa        | Arnel Cabrera      | Porto Rico |
| Miglior ricevitore    | Marlon Yant        | Cuba       |
| Miglior palleggiatore | Adrián Goide       | Cuba       |
| Miglior opposto       | Jesús Herrera      | Cuba       |
| Miglior schiacciatore | Miguel Ángel López | Cuba       |
| Miglior schiacciatore | Gonzalo Ruiz       | Messico    |
| Miglior centrale      | Roamy Alonso       | Cuba       |
| Miglior centrale      | Javier Concepción  | Cuba       |
| Miglior libero        | Arnel Cabrera      | Porto Rico |